# Young Life

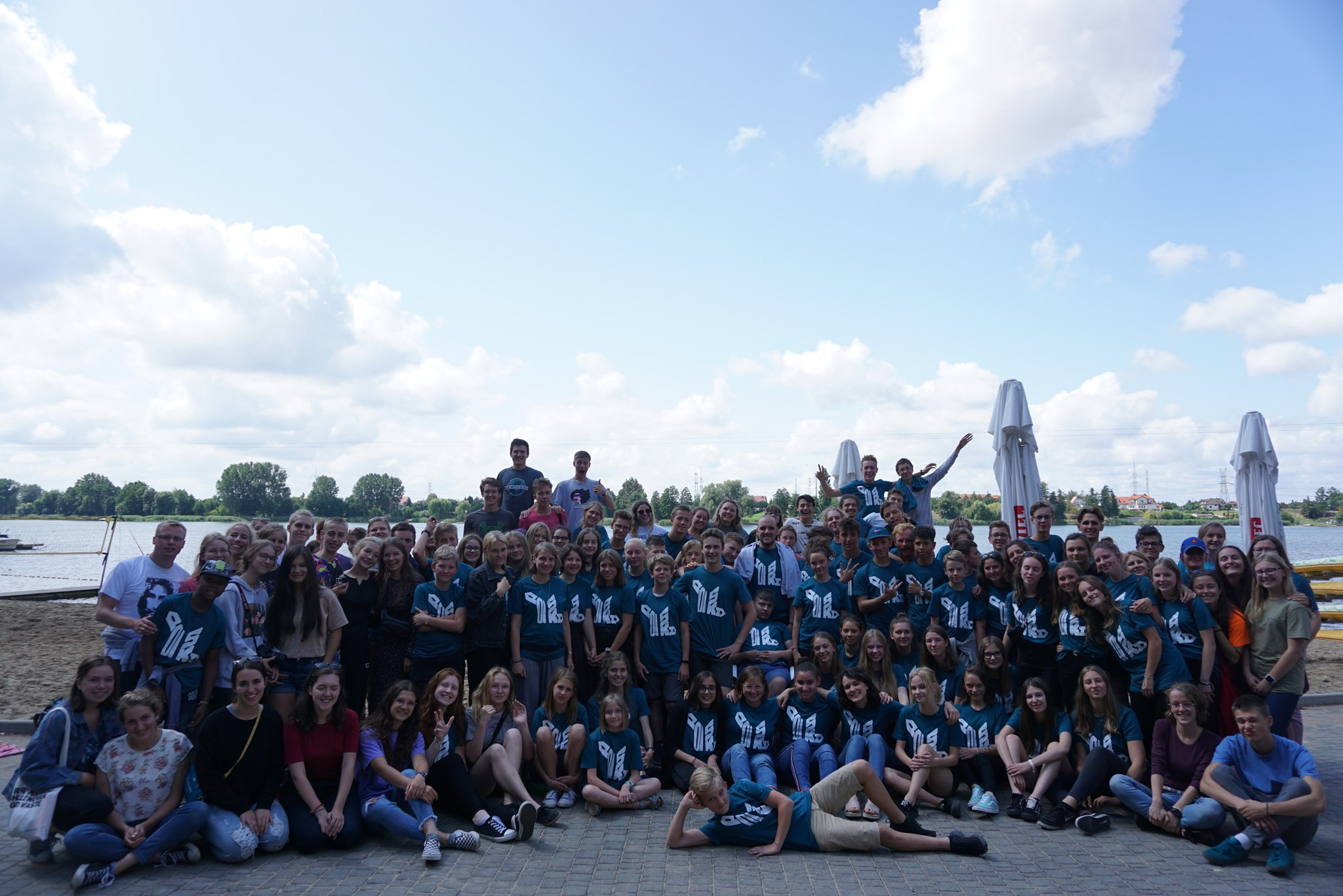
Obóz Young Life

Young Life (YL) – międzynarodowa, ekumeniczna organizacja chrześcijańska z siedzibą w Colorado Springs, USA, która skupia się na ewangelizacji osób w wieku 12–19 lat.

## Działalność
Podczas roku szkolnego, fundacja organizuje dla młodych osób gry miejskie, wieczory filmowe, wspólne wyjazdy czy spotkania biblijne, a znaczącym punktem działań są tygodniowe obozy letnie, które mają wyraźny aspekt ewangelizacyjny. Podczas obozów, każdego wieczoru młodzi ludzie słyszą świadectwo, na temat którego rozmawiają potem w małych grupkach w gronie rówieśników i ugruntowanych w wierze liderów. Podczas obozu, zachęca się młodych do modlitwy. Misją organizacji jest stwarzanie młodym ludziom możliwości osobistego poznania Jezusa Chrystusa oraz wsparcie tych, którzy chcą wzrastać w wierze.

## Historia
W 1941 roku student seminarium prezbiteriańskiego Jim Rayburn założył Young Life. Jego zadaniem było znalezienie sposobu na nawiązanie kontaktu i dotarcie do uczniów szkół średnich, którzy nie wykazywali zainteresowania chrześcijaństwem. Zaczął więc organizować cotygodniowe spotkania, które zawierały jeden lub dwa zabawne skecze, a także proste przesłanie o Jezusie.

## Young Life w Polsce
Young Life Polska (YL Polska) to krajowy oddział organizacji Young Life, mający status fundacji. YL Polska rozpoczęło swoją działalność w 2012 roku w Poznaniu, a aktualnie prowadzi aktywności w Gdańsku, Warszawie, Lusowie, Poznaniu oraz Krakowie (oddział dla młodzieży Ukraińskiej i Białoruskiej).
Fundacja YL w Polsce, współpracuje również z Kościołem katolickim, tworząc autorski program spotkań przygotowujących do bierzmowania. W spotkaniach tych uczestniczyło już ponad 1000 uczniów, a działalność organizacji otrzymała błogosławieństwo przewodniczącego KEP abpa Stanisława Gądeckiego.